# FAN (rede neural)
FAN - free associative neurons (inglês) é uma rede neural artificial publicada pela primeira vez em 1997 com o propósito de ser aplicada no reconhecimento de padrões. Tendo sido desenvolvida no Brasil a denominação da técnica continua a ser a original em inglês por ter sido a forma em que foi publicada e por ser assim reconhecida. Uma possível tradução para o português seria neurônios livre-associativos.
FAN é um algoritmo que integra características de uma rede neural com técnicas de reconhecimento de padrões difusos (Fuzzy) e da lógica difusa.

## Definição
FAN é um modelo de rede neural do tipo Neuro-Fuzzy desenvolvido para a aplicação no reconhecimento de padrões.

## Características de FAN
- Associa características das Redes Neurais (aprendizado automático) e dos modelos difusos (representação da informação).
- Tem como base os neurônios independentes associados a cada classe de representação de um modelo de reconhecimento de padrões supervisionado.
- Graus de pertinência associam os padrões a cada neurônio representante de uma classe no domínio do problema.
- O treinamento é realizado por um algoritmo específico que usa reforço e penalização.
- Dispensa a necessidade de configuração entre problemas diferentes de reconhecimento de padrões.
- O resultado do treinamento pode ser representado graficamente.

## Outras técnicas
São técnicas semelhantes:
- Perceptron
- RBF
- LMS
- Wavelet

Pode ser visto detalhes em "Uma comparação entre Redes Neurais Wavelet, LMS, MLP e RBF para
classificação de DPOC".

## Aplicações da técnica
- FControl®[3] - sistema para detecção de fraudes em operações do comércio eletrônico. A FControl foi comprada pelo grupo Buscapé [4].
- Teses de Doutorado [5][6][7][8]
- Outras áreas com aplicações conhecidas: processamento de imagens, bolsa de valores, reconhecimento de voz e de locutor, programas de busca de promotores e de regiões codificadoras de genes em DNA dentre outras.

## Implementações de FAN
- FAN (1997)
- LabFAN (2002) - Ambiente de treinamento de redes
- EasyFAN  - Ambiente para treinamento de redes - Desenvolvido em Java, 2006.[9]
- JFan2  - Biblioteca para treinamento e uso de redes FAN. Uma versão melhorada da biblioteca JFan  usada no EasyFAN.